# Alianza Mejor que el dinero

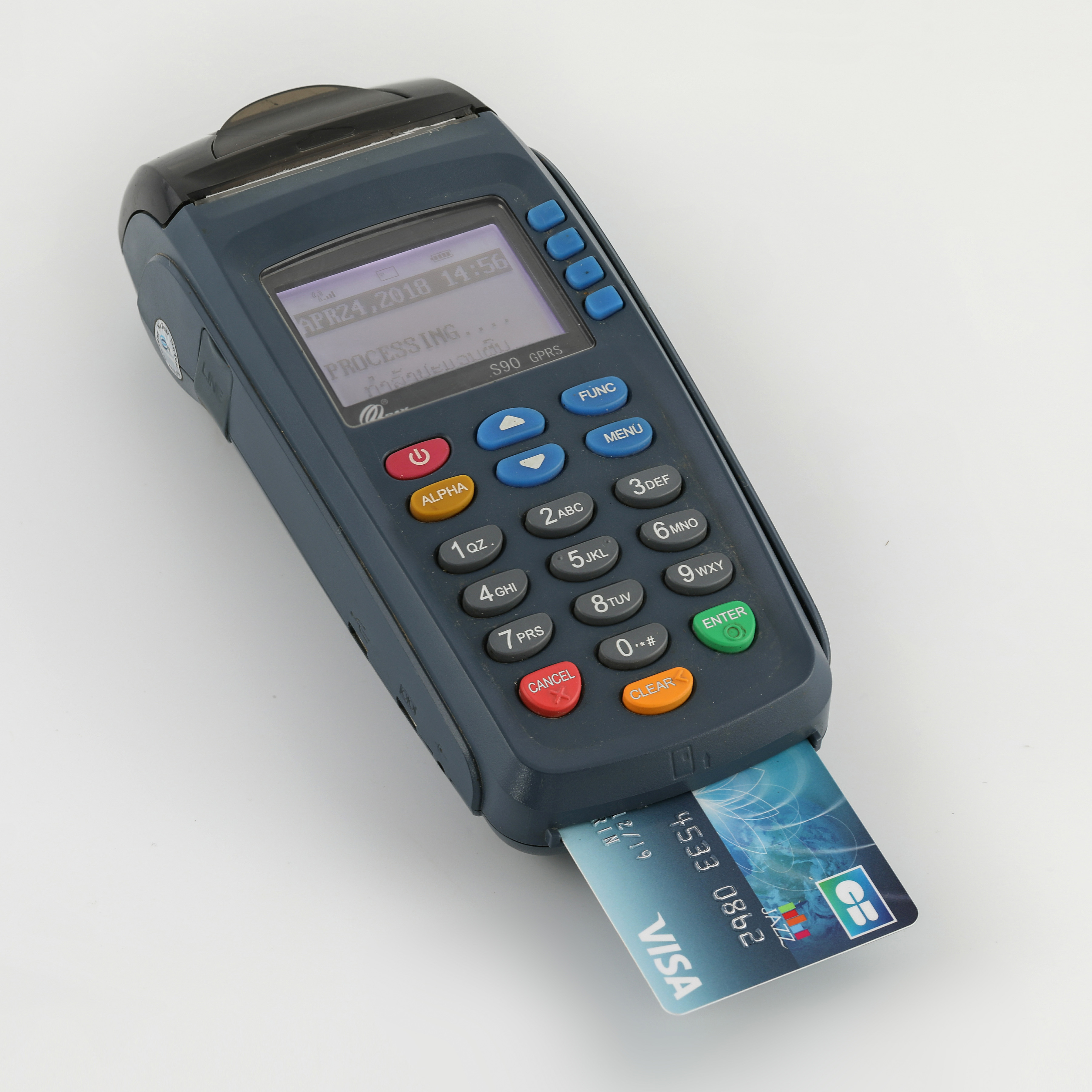
Sistema electrónico de pago (terminal punto de venta, TPV) en Laos. La alianza Mejor que el dinero promueve que estos sistemas sustituyan al dinero en efectivo.

Mejor que el dinero (Better Than Cash Alliance) es una alianza mundial de gobiernos, compañías y organizaciones internacionales que acelera la transición de dinero en efectivo (cash) a sistemas electrónicos de pago (como las tarjetas de crédito o el pago mediante teléfono móvil) para reducir la pobreza e impulsar el crecimiento inclusivo. Con sede en la ONU, esta alianza tiene más de 50 miembros, trabaja estrechamente con otras organizaciones mundiales, y es miembro encargado de poner en práctica iniciativas de la Asociación Mundial para la Inclusión Financiera del G20. Mejor que el dinero está financiada por la Fundación Bill y Melinda Gates, Citigroup, MasterCard, la firma de inversión filantrópica Omidyar Network, USAID y Visa. El Fondo de las Naciones Unidas para el Desarrollo del Capital le sirve como su secretaría.
Mejor que el dinero se asocia con gobiernos, compañías y organizaciones internacionales que son los impulsores clave de la transición para hacer los pagos digitales ampliamente disponibles a través de:
1. Defender la transición de dinero en efectivo a sistemas electrónicos de una manera que fomente la inclusión financiera y promueva unas finanzas digitales responsables.
2. Investigar y compartir las experiencias de sus miembros para construir la base de estrategias de transición.
3. Catalizar el desarrollo de ecosistemas de pagos digitales inclusivos en los países miembros de la alianza para reducir costes, aumentar la transparencia, fomentar la inclusión financiera –particularmente para las mujeres– e impulsar el crecimiento inclusivo.

## Países miembros
Fuente:
- Afganistán
- Bangladés
- Benín
- Colombia
- República Dominicana
- Etiopía
- Ghana
- Fiyi
- Jordania
- Kenia
- India
- Liberia
- Malaui
- México
- Moldavia
- Nepal
- Pakistán
- Papúa Nueva Guinea
- Perú
- Filipinas
- Ruanda
- Senegal
- Sierra Leona
- Uruguay
- Vietnam

## Organizaciones miembros
Fuente:
- ACDI/VOCA
- CARE
- Servicios de Auxilio Católico
- Chemonics International
- Iniciativa de Desarrollo Clinton
- Concern Worlwide (la mayor agencia de ayuda de Irlanda)
- Banco Europeo para la Reconstrucción y el Desarrollo
- Fundación Grameen
- Banco Interamericano de Desarrollo
- Comité Internacional de Rescate
- Programa de Asistencia Euromediterránea (MEDA)
- Mercy Corps
- Save the Children
- Fondo Internacional de Desarrollo Agrícola (IFAD)
- Programa de Desarrollo de las Naciones Unidas (PNUD)
- Fondo de Población de las Naciones Unidas (FPNU)
- Unión Postal Universal
- Secretaría General de las Naciones Unidas
- Banco Mundial de la Mujer
- Programa Mundial de Alimentos
- Instituto Mundial de Cajas de Ahorros y Bancos Minoristas